# 唐纳德·格拉泽
唐纳德·格拉泽（英語：Donald Arthur Glaser，全称唐纳德·阿瑟·格拉泽，1926年9月21日—2013年2月28日），美国物理学家，1960年獲得诺贝尔物理学奖。
1926年出生于俄亥俄州克利夫兰。1950年获得加州理工学院物理和数学博士学位。1959年起任教于加州大学伯克利分校，直至退休。他提出了气泡室理论，因此获得1960年诺贝尔物理学奖。之后转入分子生物学研究，发明了聚合酶链式反应，扩增DNA。1980年代，转向神经生物学。